# Guilherme Infante
Guilherme Infante é um quadrinista brasileiro. Em 2014, criou o personagem Capirotinho, um pequeno diabo que distribui conselhos sarcásticos sobre diversos temas do dia a dia. As tiras e cartuns do personagem são publicadas diariamente em sua fanpage no Facebook, que pulou de 16 mil fãs em 2014 para 115 mil em 2017.
Em 2017, Infante lançou a primeira coletânea impressa, O Capirotinho: uma Dose de Porquês Antes do Fim. O livro de 192 páginas foi publicado pela editora Lendari e trouxe, além das republicações, mais de 150 charges inéditas. No ano seguinte, foi lançado a segunda coletânea de tiras, novamente pela Lendari em seu recém-criado selo de quadrinhos PULP.
Em 2018, Infante lançou mais três livros: O Manual para os Dias Cinzentos, As Cicatrizes do Circo Sabiá (no qual cuidou apenas do roteiro, contando com arte de Laz Muniz) e Antologias Poéticas de Outono (livro que reúne poesia e ilustrações). Em 2021, Infante ganhou o Prêmio Angelo Agostini de melhor web quadrinho por seu trabalho nas tiras do Capirotinho.